# Troubky
Troubky (in tedesco Traubek) è un comune della Repubblica Ceca facente parte del distretto di Přerov, nella regione di Olomouc.